# Linwei
Linwei är ett stadsdistrikt och säte för stadsfullmäktige i Weinan i Shaanxi-provinsen i norra Kina.